# コウ老族
啃老族（こうろうぞく）とは中国の若年層の類型の一つ。成人しても年老いた親に経済的に依存している子のこと。年老いた親を食いつぶすという意味。

## 概要
中国における改革開放政策と計画生育政策（一人っ子政策）以降の年代に生まれた子どものうち、成人しても仕事にありつけないなどの理由で、親と同居し、経済的に依存している状態、またそのような状態の者を指す。
20世紀中ごろまでの中国では、子供を手厚く教育し、老いると親は成人した子供に養ってもらうということが一般的であった。これは儒教を基礎としており、大家族を基本とする以前の中国家庭のもとでは有効に働いていた。ところが1979年に施行された「一人っ子政策」の結果、中国は急速に少子化社会および高齢化社会がすすみ、大家族制を根本としたライフスタイルが一気に崩壊してしまった。加えて、一人っ子の家庭で大切に育てられた子どもたちは、物質社会になじみ仕事を選り好みする傾向や、家事経験などがないため自立生活をすることが難しく、職に就かないで親元で生活を継続するといった状態が続いている。このような子供を「コウ老族」といい、中国で社会問題化している。
また、農村部から就職のために都市圏で働くには一人暮らしをしなければならない場合が多いが、職のある大都市では家賃が高騰しており給料で生活をしていくことが難しいため、実家に暮らしているという例も散見される。あるいは、実家が職場に離れていて仕方なく蟻族として生活する場合もある。
いずれにしても、「コウ老族」として生活するのが中国社会に批判されている。
またこれに関連し、一般的な傾向として、現在の中国の若者は周囲に甘やかされて育った人が少なくないため、特に厳しい訓練を課す軍隊には馴染めない傾向があるという。肥満（ジャンクフードや菓子類などの食べ過ぎ）、近視、精神・肉体が弱いなど、軍隊に不相応な若者がかなり増えてきていることは事実であるようで、2014年8月以降、人民解放軍の採用基準が緩和された。